# Yaki Kadafi
Yafeu Akiyele Fula (9. oktober 1977 – 10. november 1996), bedre kendt under sit kunstnernavn, Yaki Kadafi, var en amerikansk rapper, en af medstifteren af rapgruppen Outlawz og var også Tupac Shakurs gudbror
To måneder efter Tupac Shakurs død blev Yaki Kadafi dræbt ved et skudt i hovedet, der er mange delte meninger om dette var et uheld, Han skulle nemlig til at samarbejde med politiet om Tupac Shakurs mord, da han mente han kunne genkende en af dem som skød Tupac Shakur. 

## Diskografi

### Soloalbum
- Son Rize Vol. 1 – 2004

### Outlawz
- Still I Rise – 1999